# 위미트 코르크마즈
위미트 코르크마즈(튀르키예어: Ümit Korkmaz 독일어:  ˈyːmɪt ˈkɔʁkmats[*], 1985년 9월 17일, 빈 ~)는 오스트리아의 축구 선수로, 현재 오슈트반 XI에서 측면 미드필더로 활약하고 있다.

## 클럽 경력
코르크마즈는 18세에 5부 리그 구단에 입단했다. 그는 이후 라피트 빈의 스카우터에 발굴되어 이적했다. 라피트 빈의 유소년부를 졸업한 코르크마즈는 2년 동안 1군에서 활약했다.
2008년 6월, 코르크마즈는 분데스리가의 아인트라흐트 프랑크푸르트 이적에 합의했다. 그는 2012년 6월 30일까지 유효한 계약서에 서명했다. 2011년 1월, 아인트라흐트 프랑크푸르트는 시즌 동안 많은 출전 기회를 받지 못한 코르크마즈를 2. 분데스리가의 보훔으로 임대보냈다.
2013년 12월 12일, 그는 잉골슈타트 04와의 계약을 해지하고 차이쿠르 리제스포르로 이적했다.
2018년 12월 20일, 코르크마즈는 퍼스트 비엔나와 계약했다.

## 국가대표팀 경력
그는 2007년 여름에 오스트리아 국가대표팀에 처음 차출되었지만, 유로 2008 개막 직전에야 첫 경기를 치렀다. 그는 이 대회 최종 23인 명단에 이름을 올렸다.

## 사생활
코르크마즈는 튀르키예 혈통이다. 그는 튀르키예 시민권도 있기 때문에, 튀르키예 국가대표팀에서도 출전할 자격이 있다.

## 수상
라피트 빈
- 오스트리아 분데스리가: 2007–08